# معاهدة الانضمام 2005
معاهدة الانضمام 2005 هي اتفاقية بين الدول الأعضاء في الاتحاد الأوروبي وبلغاريا ورومانيا رتبت لانضمام كل من بلغاريا ورمانيا إلى الاتحاد الأوروبي وعدلّت المعاهدات السابقة للاتحاد الأوروبي. حيث دخلت حيز التنفيذ في 1 يناير 2007. وعلى هذا النحو فهي جزء لا يتجزأ من الأساس الدستوري للاتحاد الأوروبي .

## التاريخ
بعد انتهاء مفاوضات الانضمام بنجاح، خلص المجلس الأوروبي بتاريخ 17 ديسمبر 2004 إلى أن كلاً من بلغاريا ورومانيا أصبحتا مستعدتين للانضمام إلى الاتحاد الأوروبي. وتم تقديم طلب الموافقة (C6‑0085/2005) إلى البرلمان الأوروبي.
في 22 فبراير 2005، أصدرت المفوضية الأوروبية رأياً إيجابياً بشأن انضمام بلغاريا ورومانيا إلى الاتحاد الأوروبي. ونتيجة لذلك، وافق البرلمان الأوروبي في 13 أبريل 2005 على طلبي بلغاريا ورومانيا الانضمام إلى عضوية الاتحاد الأوروبي. وصوت البرلمان لصالح رومانيا بأغلبية 497 صوتًا مقابل 93 صوت و71 امتناع عن التصويت، في حين حصلت بلغاريا على 522 صوتًا مقابل 70 صوت و69 امتناع عن التصويت. في 25 أبريل 2005، وافق مجلس الاتحاد الأوروبي على طلبات انضمام بلغاريا ورومانيا.
تم التوقيع على المعاهدة في 25 أبريل 2005، في دير نيمينستر ‏ في لوكسمبورغ. بالإضافة إلى معاهدة الانضمام، تم التوقيع على وثيقة ختامية. تسجل الوثيقة الختامية نتائج مفاوضات الانضمام، بما في ذلك أي إعلانات صادرة عن الأطراف. كما وضعت الترتيبات الخاصة بالفترة بين التوقيع على المعاهدة ودخولها حيز النفاذ. ويلخص الجدول أدناه التصديق على معاهدة الانضمام. وقد اكتملت العملية في 20 ديسمبر 2006.
| البرلمان        | تاريخ          | النتيجة |
| --------------- | -------------- | --- |
| بلغاريا         | 11 مايو 2005   | نعم. الجمعية الوطنية: 231 لصالح المعاهدة مقابل 1 ، 2 امتناع.                                                                                    |
| رومانيا         | 17 مايو 2005   | نعم. البرلمان: 434 لصالح المعاهدة مقابل 0 ، 0 امتناع.                                                                                           |
| سلوفاكيا        | 21 يونيو 2005  | نعم. المجلس الوطني: 102 لصالح المعاهدة مقابل 0 ، 2 امتناع.                                                                                      |
| المجر           | 26 سبتمبر 2005 | نعم. الجمعية الوطنية: 257 لصالح المعاهدة مقابل 6 ، امتناع واحد.                                                                                 |
| قبرص            | 27 أكتوبر 2005 | نعم. مجلس النواب: 56 لصالح المعاهدة مقابل 0، 0 امتناع.                                                                                          |
| إستونيا         | 16 نوفمبر 2005 | نعم. البرلمان: 69 لصالح المعاهدة مقابل 0، 0 امتناع.                                                                                             |
| مالطا           | 24 يناير 2006  | نعم. البرلمان: وافق دون تقسيم ‏ |
| اليونان         | 2 نوفمبر 2005  | نعم. البرلمان: وافق بالتزكية. |
| جمهورية التشيك  | 15 سبتمبر 2005 | نعم. مجلس الشيوخ: 66 لصالح المعاهدة مقابل 0، 2 امتناع.                                                                                          |
| جمهورية التشيك  | 6 ديسمبر 2005  | نعم. الهيئة التشريعية: 155 لصالح المعاهدة مقابل 0، امتناع واحد.                                                                                 |
| إيطاليا         | 22 نوفمبر 2005 | نعم. مجلس الشيوخ: وافق برفع الأيدي. |
| إيطاليا         | 22 ديسمبر 2005 | نعم. مجلس النواب: 415 لصالح المعاهدة مقابل 3، 4 امتناع.                                                                                         |
| سلوفينيا        | 29 سبتمبر 2005 | نعم. الجمعية الوطنية: 64 لصالح المعاهدة مقابل 0، 0 امتناع.                                                                                      |
| المملكة المتحدة | 24 نوفمبر 2005 | نعم. مجلس العموم: وافق دون تقسيم ‏. |
| المملكة المتحدة | 7 فبراير 2006  | نعم. مجلس اللوردات: وافق دون تقسيم ‏. |
| متضمة جبل طارق  | 8 ديسمبر 2006  | نعم. برلمان جبل طارق (ثم مجلس عموم جبل طارق):                                                                                                   |
| لاتفيا          | 26 يناير 2006  | نعم. السايما: 79 لصالح المعاهدة مقابل 0، 5 امتناع.                                                                                              |
| السويد          | 9 مايو 2006    | نعم. البرلمان: وافق بالتزكية. |
| إسبانيا         | 24 نوفمبر 2005 | نعم. مجلس النواب: 303 لصالح المعاهدة مقابل1، 0 امتناع.                                                                                          |
| إسبانيا         | 14 ديسمبر 2005 | نعم. مجلس الشيوخ: 247 لصالح المعاهدة مقابل 1، 0 امتناع.                                                                                         |
| النمسا          | 26 أبريل 2006  | نعم. المجلس الوطني: تمت الموافقة عليه برفع الأيدي مع 2 ضد.                                                                                      |
| النمسا          | 11 مايو 2006   | نعم. المجلس الاتحادي: تمت الموافقة عليه برفع الأيدي مع 1 ضد.                                                                                    |
| ليتوانيا        | 30 مارس 2006   | نعم. البرلمان: 85 لصالح المعاهدة مقابل 1، 3 امتناع.                                                                                             |
| فنلندا          | 19 يونيو 2006  | نعم. البرلمان: وافق دون تصويت. |
| متضمنة أولاند   | 20 مارس 2006   | نعم. البرلمان: وافق بالتزكية. |
| هولندا          | 7 فبراير 2006  | نعم. مجلس النواب: 93 لصالح المعاهدة مقابل 52، 0 امتناع.                                                                                         |
| هولندا          | 13 يونيو 2006  | نعم. مجلس الشيوخ: وافق دون تصويت مع 4 ضد. |
| البرتغال        | 8 مارس 2006    | نعم. مجلس الجمهورية: 181 لصالح المعاهدة مقابل 0، 11 امتناع.                                                                                     |
| بولندا          | 10 مارس 2006   | نعم. سيم: 426 لصالح المعاهدة مقابل 1، 1 abstention.                                                                                             |
| بولندا          | 30 مارس 2006   | نعم. مجلس الشيوخ: 71 لصالح المعاهدة مقابل 0، 0 امتناع.                                                                                          |
| لوكسمبورغ       | 29 يونيو 2006  | نعم. مجلس النواب: 60 لصالح المعاهدة مقابل 0، 0 امتناع.                                                                                          |
| أيرلندا         | 13 يونيو 2006  | نعم. دويل أيرن: وافق دون تقسيم ‏ |
| أيرلندا         | 21 يونيو 2006  | نعم. مجلس الشيوخ: وافق دون تقسيم ‏. |
| بلجيكا          | 30 مارس 2006   | نعم. مجلس الشيوخ: 52 لصالح المعاهدة مقابل 8، 0 امتناع.                                                                                          |
| بلجيكا          | 20 أبريل 2006  | نعم. مجلس النواب: 115 لصالح المعاهدة مقابل 14 ، 1 امتناع واحد.                                                                                  |
| بلجيكا          | 12 مايو 2006   | نعم. برلمان منطقة العاصمة بروكسل: 77 لصالح المعاهدة مقابل 6 ، 0 امتناع.                                                                         |
| بلجيكا          | 12 مايو 2006   | نعم. لجنة المجتمع المشتركة: 77 (66 متحدث بالفرنسية، 11 متحدث بالهولندية) لصالح المعاهدة مقابل 6 (جميعهم متحدث بالهولندية)، 0 امتناع.            |
| بلجيكا          | 27 يونيو 2006  | نعم. برلمان المجتمع الفرنسي: 57 لصالح المعاهدة مقابل 0، 3 امتناع.                                                                               |
| بلجيكا          | 12 يوليو 2006  | نعم. البرلمان الفلمنكي: 79 لصالح المعاهدة مقابل 29، 0 امتناع على المسائل المجتمعية; 77 لصالح المعاهدة مقابل 26، 0 امتناع على المسائل المناطقية. |
| بلجيكا          | 19 يوليو 2006  | نعم. برلمان فالونيا: 61 لصالح المعاهدة مقابل 0، 1 امتناع على المسائل المناطقية; 60 مقابل 0، 0 امتناع على المسائل المجتمعية المنقولة.            |
| بلجيكا          | 19 سبتمبر 2006 | نعم. برلمان المجتمع الناطق بالألمانية: 25 لصالح المعاهدة مقابل 0، 0 امتناع.                                                                     |
| بلجيكا          | 20 أكتوبر 2006 | نعم. لجنة المجتمع الفرنسي: 64 لصالح المعاهدة مقابل 0، 0 امتناع.                                                                                 |
| الدنمارك        | 21 نوفمبر 2006 | نعم. فولكتنغ: 97 لصالح المعاهدة مقابل 2، 15 امتناع.                                                                                             |
| فرنسا           | 27 يونيو 2006  | نعم. الجمعية الوطنية: موافقة بالإجماع برفع الأيدي.                                                                                              |
| فرنسا           | 3 أكتوبر 2006  | نعم. مجلس الشيوخ: وافق برفع الأيدي مع امتناع عضوين عن التصويت.                                                                                  |
| ألمانيا         | 26 أكتوبر 2006 | نعم. بوندستاغ: 529 لصالح المعاهدة مقابل 12، 10 امتناع.                                                                                          |
| ألمانيا         | 24 نوفمبر 2006 | نعم. البوندسرات: 69 لصالح المعاهدة مقابل 0، 0 امتناع.                                                                                           |